# 凱氏鯔
凱氏鯔為輻鰭魚綱鯔形目鯔科的其中一種，分布於中東大西洋區，從摩洛哥至幾內亞比索海域，體長可達45公分，棲息在沿岸海域，成群活動，可做為食用魚，有雪卡魚中毒的報告。

## 擴展閱讀
維基物種上的相關：凱氏鯔